# Kuwaitische Fußballnationalmannschaft/Weltmeisterschaften
Der Artikel beinhaltet eine ausführliche Darstellung der kuwaitischen Fußballnationalmannschaft bei Weltmeisterschaften. Kuwait konnte sich bisher erst einmal für eine Fußballweltmeisterschaftsendrunde qualifizieren und schied dabei nach der 1. Finalrunde aus. In der ewigen Tabelle der WM-Endrundenteilnehmer belegt Kuwait den 67. Platz.

## Überblick
| Jahr | Gastgeberland       | Teilnahme bis …    | Letzte(r) Gegner                      | Ergebnis | Trainer                 | Bemerkungen und Besonderheiten |
| ---- | ------------------- | ------------------ | ------------------------------------- | -------- | ----------------------- | --- |
| 1930 | Uruguay             | nicht teilgenommen |                                       |          |                         | kein unabhängiger Staat |
| 1934 | Italien             | nicht teilgenommen |                                       |          |                         | kein unabhängiger Staat |
| 1938 | Frankreich          | nicht teilgenommen |                                       |          |                         | kein unabhängiger Staat |
| 1950 | Brasilien           | nicht teilgenommen |                                       |          |                         | kein unabhängiger Staat |
| 1954 | Schweiz             | nicht teilgenommen |                                       |          |                         | kein unabhängiger Staat |
| 1958 | Schweden            | nicht teilgenommen |                                       |          |                         | kein unabhängiger Staat |
| 1962 | Chile               | nicht teilgenommen |                                       |          |                         | Unabhängigkeit erst nach Beginn der Qualifikation, kein FIFA-Mitglied |
| 1966 | England             | nicht teilgenommen |                                       |          |                         | |
| 1970 | Mexiko              | nicht teilgenommen |                                       |          |                         | |
| 1974 | Deutschland         | nicht qualifiziert |                                       |          |                         | In der Qualifikation in der 1. Runde am Iran gescheitert, der sich aber auch nicht qualifizieren konnte. |
| 1978 | Argentinien         | nicht qualifiziert |                                       |          |                         | In der Qualifikation in der 2. Runde am Iran gescheitert. |
| 1982 | Spanien             | 1. Finalrunde      | Tschechoslowakei, Frankreich, England | 21.      | Carlos Alberto Parreira | Nach einem Remis und zwei Niederlagen als Gruppenletzter ausgeschieden. |
| 1986 | Mexiko              | nicht qualifiziert |                                       |          |                         | In der Qualifikation in der Westasien-Gruppenphase an Syrien gescheitert, das sich ebenfalls nicht qualifizieren konnte. |
| 1990 | Italien             | nicht qualifiziert |                                       |          |                         | In der Qualifikation in der 1. Runde an den VAE gescheitert. |
| 1994 | USA                 | nicht qualifiziert |                                       |          |                         | In der Qualifikation in der 1. Runde an Saudi-Arabien gescheitert. |
| 1998 | Frankreich          | nicht qualifiziert |                                       |          |                         | In der Qualifikation in der 3. Runden an Saudi-Arabien und dem Iran gescheitert. |
| 2002 | Südkorea/Japan      | nicht qualifiziert |                                       |          |                         | In der Qualifikation in der 1. Runde an Bahrain gescheitert. Bahrain konnte sich aber auch nicht qualifizieren. |
| 2006 | Deutschland         | nicht qualifiziert |                                       |          |                         | In der Qualifikation in der 3. Runde an Saudi-Arabien und Südkorea gescheitert. |
| 2010 | Südafrika           | nicht qualifiziert |                                       |          |                         | In der Qualifikation in der 2. Runde am Iran gescheitert, der sich aber auch nicht qualifizieren konnte. |
| 2014 | Brasilien           | nicht qualifiziert |                                       |          |                         | In der Qualifikation in der 3. Runde an Südkorea gescheitert. |
| 2018 | Russland            | suspendiert        |                                       |          |                         | In der Qualifikation traf die Mannschaft in der zweiten Runde auf Laos, den Libanon, Myanmar und Südkorea. Nach fünf ausgetragenen Spielen wurde die Mannschaft von der FIFA suspendiert und konnte die restlichen Spiele nicht mehr austragen, die dann mit 3:0 für die Gegner gewertet wurden. |
| 2022 | Katar               | nicht qualifiziert |                                       |          |                         | In der 2. Qualifikationsrunde an Australien gescheitert. |
| 2026 | Kanada, Mexiko, USA | nicht qualifiziert |                                       |          |                         | In der 3. Qualifikationsrunde als Gruppenletzter gescheitert. |

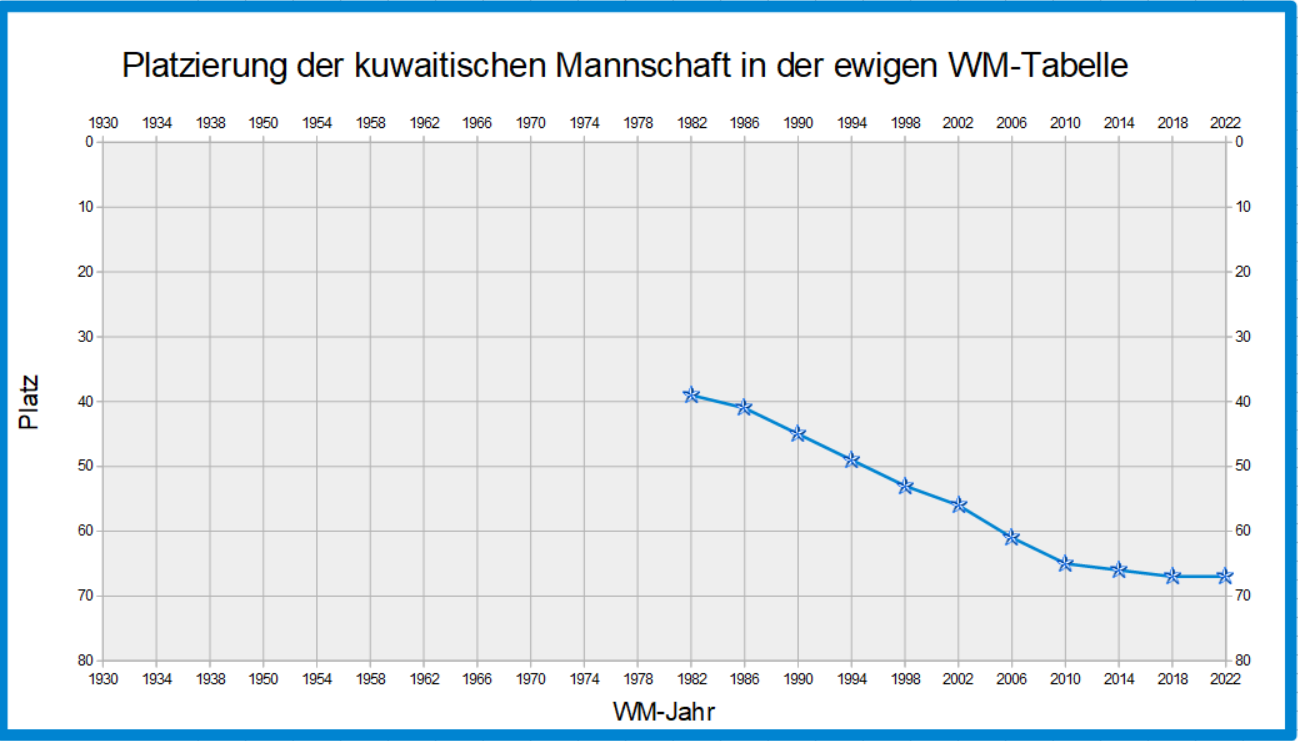
Platzierung der kuwaitischen Mannschaft in der ewigen WM-Tabelle

Statistik (Angaben inkl. 2026: 23 Weltmeisterschaften)
- Keine Teilnahme: 9× (39,1 %; 1930, 1934, 1938, 1950, 1954, 1958, 1962, 1966 und 1970)
- Nicht qualifiziert: 12× (52,2 %; 1974, 1978, 1986, 1990, 1994, 1998, 2002, 2006, 2010, 2014, 2022 und 2026)
- Suspendiert: 1× (4,3 %; 2018)
- Sportliche Qualifikation: 1× (4,3 % bzw. bei 7,7 % der Versuche)
  - Vorrunde: 1× (4,3 %; 1982)

## WM-Turniere

### Weltmeisterschaften 1930 bis 1970
Nach dem Ersten Weltkrieg erklärten die Briten Kuwait zu einem selbständigen Emirat unter Britischer Schutzherrschaft. Am 19. Juni 1961 wurde Kuwait unabhängig. Die Kuwait Football Association wurde zwar bereits 1952 gegründet, aber erst 1964 in die FIFA aufgenommen. Daher konnte Kuwait an den ersten sieben WM-Turnieren nicht teilnehmen. Aber auch danach verzichtete Kuwait zunächst auf die Teilnahme.

### Weltmeisterschaft 1974
Für die erste WM in Deutschland wollte sich Kuwait erstmals qualifizieren. Am 4. Mai 1973 bestritt Kuwait in beim Qualifikationsturnier in Teheran das erste WM-Qualifikationsspiel und verlor gegen Syrien mit 1:2. Auch die nächsten vier Spiele wurden nicht gewonnen. Erst das letzte nun bedeutungslose Spiel gegen Nordkorea konnte gewonnen werden. Damit schied Kuwait als Gruppenletzter aus. Gruppensieger war der Iran, der sich aber auch nicht qualifizieren konnte.

### Weltmeisterschaft 1978
Für die WM in Argentinien wollte sich Kuwait wieder qualifizieren. In der ersten Runde sollte gegen Bahrain, Katar und die Vereinigten Arabischen Emirate gespielt werden. Letztere verzichteten aber. Gegen die beiden anderen Mannschaften gelangen vier Siege und damit der Einzug in die nächste Runde. Hier belegte die Mannschaft den dritten Platz hinter dem Iran, der sich damit erstmals qualifizierte, und Südkorea, vor Australien und Hongkong, gegen die die einzigen Siege gelangen.

### Weltmeisterschaft 1982
Nach dem Gewinn der Fußball-Asienmeisterschaft 1980 konnte sich Kuwait auch erstmals für die WM-Endrunde qualifizieren. Den Mannschaften aus Asien und Ozeanien war nach der Aufstockung des Teilnehmerfeldes ein weiterer Startplatz zugestanden worden und Kuwait nutzte diese Chance. In der ersten Qualifikationsrunde für die WM in Spanien setzte sich Kuwait mit drei Siegen gegen Südkorea, Malaysia und Thailand durch. Beim Finalturnier gegen Neuseeland, China und Saudi-Arabien gelangen vier Siege und ein Remis bei nur einer Niederlage. Damit belegte Kuwait vor Neuseeland den ersten Platz und qualifizierte sich ebenso wie die Neuseeländer erstmals für die WM-Endrunde.
In Spanien traf Kuwait in der 1. Finalrunde im ersten WM-Spiel auf die Tschechoslowakei und erreichte ein 1:1. Dabei erzielte Faisal ad-Dachil mit dem 1:1-Endstand das erste WM-Tor für Kuwait. Jeder kuwaitische Spieler erhielt für den Punktgewinn 175.000 $. Das zweite Spiel gegen Frankreich wurde aber mit 1:4 verloren. Dabei kam es zum Eklat, als der kuwaitische Verbandspräsident Al-Ahmad beim Stand von 1:3 nach einem Tor der Franzosen aufs Spielfeld lief, weil ein Pfiff aus dem Publikum seine Spieler irritiert hatte. Nach einer zehnminütigen Diskussion mit Schiedsrichter Myroslaw Stupar nahm dieser das Tor zurück und ließ das Spiel mit Schiedsrichterball fortsetzen. Al-Ahmad musste anschließend an seine Portokasse gehen und 25.000 $ Strafe an die FIFA zahlen, Stupar pfiff danach kein WM-Spiel mehr. Mit einem achtbaren 0:1 gegen England verabschiedete sich Kuwait dann für mindestens 40 Jahre von der WM-Bühne. Trainer der Kuwaitis war der Brasilianer Carlos Alberto Parreira, für den dies die erste von sechs WM-Teilnahmen als Trainer war und der 12 Jahre später sein Heimatland zum vierten WM-Titel führte.

### Weltmeisterschaft 1986
In der Qualifikation für die zweite WM in Mexiko scheiterte Kuwait bereits in der ersten Runde an Syrien. Der andere Gruppengegner Nordjemen verlor gegen beide alle vier Spiele und spielte keine Rolle. Verspielt wurde die Qualifikation durch ein 0:0 im Heimspiel gegen Syrien, nachdem das Spiel in Syrien verloren worden war. Syrien scheiterte dann am Irak, der sich erstmals qualifizierte.

### Weltmeisterschaft 1990
In der Qualifikation für die zweite WM in Italien konnte sich Kuwait in der 1. Gruppenphase nicht gegen die Vereinigten Arabischen Emirate behaupten. Beide gewannen ihre Heimspiele gegeneinander und die Spiele gegen den zweiten Gegner Pakistan, der dritte Gruppengegner Südjemen hatte verzichtet. Da Kuwait gegenüber den Vereinigten Arabischen Emiraten bei gleicher Punktzahl die schlechtere Tordifferenz hatte, konnten diese die nächste Runde erreichen und sich letztlich erstmals für die WM-Endrunde qualifizieren, wo sie unter anderem auf den späteren Weltmeister Deutschland trafen.

### Weltmeisterschaft 1994
Vier Jahre später misslang die Qualifikation wieder. In der ersten Qualifikationsrunde für die WM in den USA wurde hinter Saudi-Arabien bei Turnieren in Malaysia und Saudi-Arabien vor Malaysia und Macau nur der zweite Platz belegt – Nepal hatte nach der Auslosung auf die Teilnahme verzichtet. Zwar hatte Kuwait die meisten Tore erzielt, verspielt wurde die Qualifikation aber im letzten Spiel durch ein 0:2 gegen die Saudis, die sich letztlich erstmals für die WM-Endrunde qualifizieren konnten.

### Weltmeisterschaft 1998
In der Qualifikation für die zweite WM in Frankreich setzte sich Kuwait in der ersten Runde mit vier Siegen gegen den Libanon und Singapur durch und kassierte dabei nur ein Gegentor. In der zweiten Runde wurde dann jedoch nur der letzte Platz hinter Saudi-Arabien, dem Iran, China und Katar belegt. Saudi-Arabien qualifizierte sich damit direkt, der Iran über die Playoffspiele gegen Japan und Australien.

### Weltmeisterschaft 2002
Für die erste WM in Asien konnten sich neben den beiden Co-Gastgebern Südkorea und Japan noch zwei weitere asiatische Mannschaften direkt qualifizieren. Eine weitere hatte die Chance, sich über die interkontinentalen Playoffs zu qualifizieren. Kuwait scheiterte aber bereits in der ersten Runde bei Turnieren in Singapur und Kuwait an Bahrain. Kirgisistan und Singapur hatten mit dem Ausgang nichts zu tun. Verspielt wurde die Qualifikation durch eine 0:1-Heimniederlage im letzten Spiel gegen Bahrain. Bahrain scheiterte dann aber in der zweiten Runde.

### Weltmeisterschaft 2006
In der Qualifikation für die zweite WM in Deutschland musste Kuwait erst in der zweiten Runde antreten und setzte sich in einer Gruppe mit China, Hongkong und Malaysia mit fünf Siegen als Gruppensieger durch. Dabei profitierte Kuwait davon, ein Tor mehr geschossen zu haben als die punktgleichen Chinesen. In der dritten Runde wurde aber hinter Saudi-Arabien und Südkorea, die sich qualifizierten, sowie Usbekistan nur der letzte Platz belegt.

### Weltmeisterschaft 2010
In der Qualifikation für die erste WM in Afrika musste Kuwait erst in der dritten Runde eingreifen, da in der ersten Runde Bhutan verzichtet hatte. In einer Gruppe mit dem Iran, den Vereinigten Arabischen Emiraten und Syrien wurde nur der letzte Platz belegt. Zuvor war Kuwait von der FIFA suspendiert worden, da der Verband Beschlüsse der FIFA und der AFC nicht umgesetzt hatte. Vor Beginn der dritten Runde hob die FIFA die Suspendierung provisorisch wieder auf, so dass Kuwait in der Qualifikation mitspielen konnte. Dabei gelangen aber nur ein Sieg und ein Remis, vier Spiele wurden verloren.

### Weltmeisterschaft 2014
In der Qualifikation für die zweite WM in Brasilien musste Kuwait erst in der zweiten Runde antreten und setzte sich mit 3:0 und 2:1 gegen die Philippinen durch. Die dritte Runde, in der Südkorea, der Libanon und die Vereinigten Arabischen Emirate die Gegner waren, wurde nur als Gruppendritter abgeschlossen, wobei je zwei Spiele gewonnen und verloren wurden sowie remis endeten. Gruppensieger Südkorea konnte sich dann in der vierten Runde für die WM qualifizieren.

### Weltmeisterschaft 2018
In der Qualifikation traf die Mannschaft in der zweiten Runde auf Laos, den Libanon, Myanmar und Südkorea. Kuwait konnte von den ersten fünf Spielen drei gewinnen und spielte einmal remis. Damit lag die Mannschaft vor den letzten drei Spielen auf dem zweiten Platz und war zu dem Zeitpunkt bester Gruppenzweiter. Am 16. Oktober 2015 wurde Kuwait aber von der FIFA suspendiert und durfte die letzten drei Gruppenspiele nicht mehr austragen. Alle drei ausgefallenen Spiele wurden von der FIFA mit 3:0 Toren und 3 Punkten für die Gegner gewertet. Dadurch fiel Kuwait auf den dritten Gruppenplatz zurück und verpasste somit den Einzug in die dritte Qualifikationsrunde. Gruppensieger wurde Südkorea, das sich in der dritten Runde für die WM-Endrunde qualifizierte. Der Gruppenzweite Libanon gehörte nicht zu den vier besten Gruppenzweiten und schied deswegen ebenfalls aus.

### Weltmeisterschaft 2022
Kuwait musste erst in der zweiten Runde der Qualifikation antreten. Gegner waren Australien, Chinese Taipei, Jordanien und Nepal. Die Qualifikation begann für die Kuwaitis mit drei Siegen, einem Remis und einer Heimniederlage gegen Australien im Herbst 2019. Aufgrund der COVID-19-Pandemie fanden im Jahr 2020 keine Spiele statt. Im März 2021 sollte die Qualifikation dann fortgesetzt werden. Tatsächlich ging es erst im Juni weiter und alle restlichen Gruppenspiele fanden wegen der Pandemie in Kuwait statt. Kuwait konnte den zusätzlichen Heimvorteil aber nicht nutzen und begann die Juni-Spiele mit einer 0:3-Niederlage gegen Australien, das alle anderen Spiele auch gewann. Daher reichte es für Kuwait trotz des folgenden Remis gegen Jordanien und eines 2:1 gegen Chinese Taipei nur zum zweiten Platz – und das auch nur wegen der besseren Tordifferenz gegenüber Jordanien. Da sich nur die acht Gruppensieger und die vier besten Gruppenzweiten für die dritte Runde qualifizierten, die Kuwaitis aber schlechtester Gruppenzweiter waren, schieden sie aus.

### Weltmeisterschaft 2026
Für die erste WM in drei Ländern – Kanada, Mexiko und den USA – wurde die Zahl der Teilnehmer auf 48 erhöht und den asiatischen Mannschaften drei feste Plätze mehr zugestanden, so dass sich nun acht AFC-Mitglieder direkt qualifizieren können. Eine weitere asiatische Mannschaft nimmt am WM-Play-off-Turnier im März 2026 teil. Kuwait stieg erst in der zweiten Runde in die Qualifikation ein, die zwischen November 2023 und Juni 2024 in Hin- und Rückspielen ausgetragen wurde. Als Gruppenzweiter hinter Katar und vor Indien und Afghanistan qualifizierte sich Kuwait für die dritte Runde der Qualifikation. Mit dem letzten Platz in einer Sechsergruppe hinter Südkorea, Jordanien, dem Irak, Oman und Palästina verpasste Kuwait die Qualifikation für die Weltmeisterschaft 2026.

## Spieler

### Rangliste der kuwaitischen WM-Spieler mit den meisten Einsätzen
1. Faisal ad-Dachil, Abdulaziz al-Anbari, Abdullah al-Buloushi, Sa’d al-Huti, Ahmad at-Tarabulsi, Fathi Kamel Marzouq, Abdullah Ma’yuf, Mahmud Mubarak, Waleed al-Jasem Mubarak, Na’im Sa’d – je 3 Spiele bei einem Turnier

### Rangliste der kuwaitischen WM-Spieler mit den meisten WM-Toren
1. Faisal ad-Dachil, Abdullah al-Buloushi – je 1 Tor

### WM-Kapitän
- 1982: Sa'd al-Huti

### Anteil der im Ausland spielenden Spieler im WM-Kader
Bei der bisher einzigen Teilnahme setzten die Kuwaitis nur Spieler ein, die in Kuwait spielten.

### Bei Weltmeisterschaften gesperrte Spieler
Bei der bisher einzigen Teilnahme wurde kein Kuwaiti gesperrt.

## Spiele
Kuwait bestritt bisher drei WM-Spiele, von denen zwei verloren wurden und ein Spiel remis endete. Dabei traf Kuwait nicht auf den Gastgeber, den späteren Weltmeister, Titelverteidiger oder WM-Neulinge. Die beiden Niederlagen sind auch die höchsten gegen diese beiden Länder.
Alle Spiele sind bisher einmalig.
| Alle WM-Spiele |            |          |                  |   |                 |               |                                         |
| Nr.            | Datum      | Ergebnis | Gegner           |   | Austragungsort  | Anlass        | Bemerkungen                             |
| 1              | 17.06.1982 | 1:1      | Tschechoslowakei | * | Valladolid, ESP | 1. Finalrunde | Erstes Spiel gegen die Tschechoslowakei |
| 2              | 21.06.1982 | 1:4      | Frankreich       | * | Valladolid, ESP | 1. Finalrunde | Erstes Spiel gegen Frankreich           |
| 3              | 25.06.1982 | 0:1      | England          | * | Bilbao, ESP     | 1. Finalrunde | Erstes Spiel gegen England              |